# Glomera papuana
Glomera papuana är en orkidéart som beskrevs av Robert Allen Rolfe. Glomera papuana ingår i släktet Glomera och familjen orkidéer. Inga underarter finns listade i Catalogue of Life.